# New Florence (Pensilvania)
New Florence es un borough ubicado en el condado de Westmoreland en el estado estadounidense de Pensilvania. En el año 2000 tenía una población de 784 habitantes y una densidad poblacional de 865.8 personas por km².

## Geografía
New Florence se encuentra ubicado en las coordenadas 40°22′47″N 79°04′29″O / 40.37972, -79.07472.

## Demografía
Según la Oficina del Censo en 2000 los ingresos medios por hogar en la localidad eran de $24,688 y los ingresos medios por familia eran $28,750. Los hombres tenían unos ingresos medios de $31,667 frente a los $19,792 para las mujeres. La renta per cápita para la localidad era de $13,449. Alrededor del 21.6% de la población estaba por debajo del umbral de pobreza.